# 亞特蘭河
亞特蘭河（烏克蘭語：Ятрань），是烏克蘭的河流，位於該國中部，流經切爾卡瑟州和基洛夫格勒州，屬於錫紐哈河的支流，河道全長104公里，流域面積2,170平方公里。